# Heldenbariton
Als Heldenbariton bezeichnet man eine Art der Baritonstimme. Der Heldenbariton ist stimmlich „schwerer“ und voluminöser als seine lyrischen Registerverwandten, er singt im dramatischen Fach. Volumen und Tragfähigkeit machen seine Stimme aus, die dem Charakterbariton auch in der Zeichnung reifer, maskuliner Rollen am nächsten steht.
Heldenbariton ist außerdem eine Bezeichnung für ein Stimmfach, in dem die betreffenden Opern- und Oratorienpartien zusammengefasst sind. Beispiele dafür sind
- Giuseppe Verdi, Rigoletto: Titelrolle
- Giuseppe Verdi, Aida: Amonasro
- Giuseppe Verdi, Falstaff: Titelrolle, Ford
- Richard Wagner, Der fliegende Holländer: Holländer
- Richard Wagner, Die Meistersinger von Nürnberg: Hans Sachs
- Richard Wagner, Der Ring des Nibelungen: Wotan/Wanderer, Gunther
- Modest Mussorgski, Boris Godunow: Boris
- Giacomo Puccini, Tosca: Scarpia
- Richard Strauss, Salome: Jochanaan
- Richard Strauss, Elektra: Orest
- Richard Strauss, Die Frau ohne Schatten: Barak